# NGC 4645A
NGC 4645A (другие обозначения — ESO 322-59, MCG -7-26-32, DCL 149, IRAS12403-4105, PGC 42764) — линзообразная галактика (SB0) в созвездии Центавр.
Этот объект не входит в число перечисленных в оригинальной редакции «Нового общего каталога» и был добавлен позднее.